# Кардашівка (Охтирський район)
Кардаші́вка — село в Україні, у Чернеччинській сільській громаді Охтирського району Сумської області. Населення становить 378 осіб. Колишній орган місцевого самоврядування — Кардашівська сільська рада.

## Географія
Село Кардашівка знаходиться на правому березі річки Кринична, вище за течією на відстані 1 км розташоване село Підлозіївка, нижче за течією на відстані 1 км розташоване село Гай-Мошенка. Примикає до міста Охтирка. До села примикає великий лісовий масив (сосна). Поруч проходить автомобільна дорога Р17.

## Історія
30 листопада 2016 року архієпископ Сумський і Охтирський Мефодій в Кардашівці освятив будівлю під храм святого Архистратига Божого Михаїла.
12 червня 2020 року, відповідно до розпорядження Кабінету Міністрів України № 723-р «Про визначення адміністративних центрів та затвердження територій територіальних громад Сумської області», село увійшло до складу Черниччинської сільської громади.
19 липня 2020 року, в результаті адміністративно-територіальної реформи та ліквідації Охтирського району(1923-2020), село увійшло до складу новоутвореного Охтирського району.

## Населення

### Мова
Розподіл населення за рідною мовою за даними перепису 2001 року:
| Мова       | Кількість | Відсоток |
| ---------- | --------- | -------- |
| українська | 349       | 92.33%   |
| російська  | 24        | 6.35%    |
| циганська  | 5         | 1.32%    |
| Усього     | 378       | 100%     |